# Shepparton Airport
Shepparton Airport är en flygplats i Australien. Den ligger i kommunen Greater Shepparton och delstaten Victoria, omkring 160 kilometer norr om delstatshuvudstaden Melbourne. Shepparton Airport ligger 115 meter över havet.
Närmaste större samhälle är Shepparton, nära Shepparton Airport.
Trakten runt Shepparton Airport består till största delen av jordbruksmark. Runt Shepparton Airport är det ganska tätbefolkat, med 116 invånare per kvadratkilometer. Genomsnittlig årsnederbörd är 612 millimeter. Den regnigaste månaden är februari, med i genomsnitt 97 mm nederbörd, och den torraste är oktober, med 26 mm nederbörd.